# Olga Wassiljewna Klepikowa
Olga Wassiljewna Klepikowa (russisch Ольга Васильевна Клепикова; * 10. Oktober 1915 in Tula; † 27. Juli 2010 in Kiew) war eine sowjetische Segelfliegerin, Fluglehrerin und Testpilotin.

## Leben
Die Tochter eines Schlachthofarbeiters arbeitete als Dreherin. Als sie als 14-Jährige am Fluss beim Wäschewaschen ein Flugzeug entdeckte, fragte sie sich, wie dieses Ding am Himmel gehalten wird. Danach stand für sie fest, dass sie Fliegen lernen will. 1930 wurde sie am Aeroclub Tula aufgenommen und 1933 zur Moskauer Flugschule geschickt, wo sie Segelfluglehrerin wurde und 1938/40 eine Reihe von Rekorden aufstellte. So gelang ihr mit einer Antonow RF-7 am 1. Juli 1939 ein 380-km-Streckenrekord für Frauen. Eine Woche später startete sie am 6. Juli 1939 mit einem Flugzeug gleichen Typs zu einem Flug vom Flugplatz der OSSOAWIACHIM in Moskau-Tuschino aus. Bald musste sie feststellen, dass ihre Flugkarte nur 400 Kilometer weit reichte. Nach knapp 8 Stunden und 25 Minuten landete sie um 18:25 Uhr auf einem Feld bei Ostradnoje, einem Dorf nahe Stalingrad. Ihre besorgten Vereinskameraden hatten sich bis zum Abend versichert, dass sie nicht im nahegelegenen Fluss gelandet sei, und waren am nächsten Morgen verwundert, von ihr ein Telegramm aus Stalingrad zu erhalten. Die Strecke von 749,203 km bedeutete einen neuen absoluten Streckenweltrekord bei gleichzeitiger erstmaliger Überwindung der 700-km-Marke. Erst 1951 konnte er durch den US-Amerikaner Richard Johnson überboten werden. In der Frauenklasse hielt der Rekord 38 Jahre, bis er 1977 durch die Polin Adela Dankowska eingestellt wurde. Am 19. Juni 1940 flog Klepikowa in dem Doppelsitzer KIM-2 Stachanowez zusammen mit W. Bordina 443,714 km von Tula nach Konotop. Nach einer Tuberkulose-Behandlung konnte sie sich nicht mehr an der Segelfliegerei beteiligen.
Sie heiratete den Piloten Peter Ugarow (Петр Угаров; 1915–1962), mit dem sie während des Zweiten Weltkriegs als Fluglehrerin bei Stalingrad arbeitete und in Kasan und Rostow am Don Kampfflugzeuge flog. Bis 1953 arbeiteten beide bei Moskau als Testpiloten und zogen im folgenden Jahr nach Kiew.
Bei einem Einbruch in die Wohnung des Ehepaars wurden neben den Tapeten auch ihre Medaillen gestohlen. Sie stand in Briefkontakt zu Segelfliegern aus aller Welt und bekam Neujahr 2007 Besuch von einer zehnköpfigen deutschen Segelfliegergruppe.